# یابووننا (شهرستان بیاووبژگی)
یابووننا (به لاتین: Jabłonna) یک روستا در لهستان است که در گمینا وشمیژتسه واقع شده‌است.